# Абаэтетуба
Абаэтетуба (порт. Abaetetuba) — муниципалитет в Бразилии, входит в штат Пара. Составная часть мезорегиона Северо-восток штата Пара. Входит в экономико-статистический микрорегион Камета. Население составляет 141 100 человек на 2010 год. Занимает площадь 1 610,408 км². Плотность населения — 87,62 чел./км².

## История
Город основан в 1724 году. Позже на территории муниципалитета функционировали монастырь капуцинов и иезуитский приход.

## Экономика
Производство рома.

## Демография
Согласно сведениям, собранным в ходе переписи 2010 г. Национальным институтом географии и статистики (IBGE), население муниципалитета составляет:
| Полное население                               | Полное население                               | Полное население                               | Полное население                               | 141 100 |
| ---------------------------------------------- | ---------------------------------------------- | ---------------------------------------------- | ---------------------------------------------- | ------- |
| в том числе:                                   | Городское население                            | 82 998                                         | Процент городского населения, %                | 58,82   |
|                                                | Сельское население                             | 58 102                                         | Процент сельского населения, %                 | 41,18   |
|                                                | Мужское население                              | 71 630                                         | Процент мужского населения, %                  | 50,77   |
|                                                | Женское население                              | 69 470                                         | Процент женского населения, %                  | 49,23   |
| Плотность населения, чел/км²                   | Плотность населения, чел/км²                   | Плотность населения, чел/км²                   | Плотность населения, чел/км²                   | 87,62   |
| Население муниципалитета в % к населению штата | Население муниципалитета в % к населению штата | Население муниципалитета в % к населению штата | Население муниципалитета в % к населению штата | 1,86    |

По данным оценки 2015 года население муниципалитета составляет 150 431 жителя.

## Статистика
- Валовой внутренний продукт на 2005 год составляет 277 493 000,00 реалов (данные: Бразильский институт географии и статистики).
- Валовой внутренний продукт на душу населения на 2005 год составляет 2116,00 реалов (данные: Бразильский институт географии и статистики).
- Индекс развития человеческого потенциала на 2000 год составляет 0,706 (данные: Программа развития ООН).

## География
Климат местности: тропический.

## Административное деление
Муниципалитет состоит из 2 дистриктов:
| № | Наименование дистрикта | Наименование дистрикта (порт.) | Территория, км² | Население, чел.(2010) | Население, чел.(2010) | Население, чел.(2010) | Плотность, чел./км² | Код дистрикта |
| № | Наименование дистрикта | Наименование дистрикта (порт.) | Территория, км² | всего                 | городское             | сельское              | Плотность, чел./км² | Код дистрикта |
| 1 | Абаэтетуба             | Abaetetuba                     | 1402,87         | 133 630               | 80 804                | 52 826                | 95,25               | 150010705     |
| 2 | Бежа                   | Beja                           | 207,13          | 7470                  | 2194                  | 5276                  | 36,06               | 150010710     |

## Важнейшие населённые пункты
| № | Населённый пункт | Населённый пункт (порт.) | Категория | Население чел. (2010) | На карте                       |
| - | ---------------- | ------------------------ | --------- | --------------------- | ------------------------------ |
| 1 | Абаэтетуба       | Abaetetuba               | город     | 80 804                | 1°43′26″ ю. ш. 48°52′45″ з. д. |
| 2 | Бежа             | Beja                     | посёлок   | 2194                  | 1°37′24″ ю. ш. 48°48′27″ з. д. |